# Lichtenstein slott
Lichtenstein slott (tyska: Schloss Lichtenstein) är ett privatägt slott på en klippa i Schwäbische Alb i Baden-Württemberg i södra Tyskland. 
Slottet ritades av arkitekt Carl Alexander von Heideloff med inspiration från 
Wilhelm Hauffs roman Lichtenstein och byggdes mellan 1840 och 1842. 
Den första borgen på platsen byggdes på 1100-talet. Den förstördes troligen i en drabbning 1311 men byggdes upp igen efter kriget. Borgen förstördes åter i slutet av 1300-talet och ägarna lät bygga en bättre utrustad borg omkring 500 meter från ruinen av den gamla år 1390. År 1567 lämnade furstehuset borgen som nu blev bostad för den lokala skogvaktaren. 

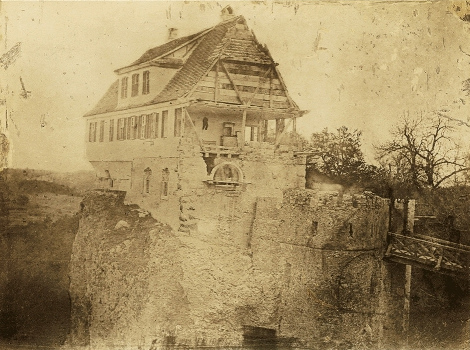
Rivning av jaktstugan år 1839.

Kung Fredrik I av Württemberg lät riva den översta delen av den förfallna borgen år 1802 och byggde en jaktstuga på platsen.
Jaktstugan revs 1839 och det nuvarande slottet byggdes på dess plats 1840–1842. Slottet skadades under andra världskriget men har restaurerats i flera omgångar. Det är öppet för besökande på guidade turer.